# Minglia
Minglia est une localité du Cameroun située dans l'arrondissement de Meri, le département du Diamaré et la région de l’Extrême-Nord. Elle fait partie du canton de Douroum.

## Population
En 1974, la localité comptait 80 habitants, des Moufou. À cette date, un marché hebdomadaire s'y tenait le samedi.
Lors du recensement de 2005, on y a dénombré 261 personnes, soit 132 hommes (50,57 %) pour 129 femmes (49,43 %).